# Fatma Zohra Zamoum
Fatma Zohra Zamoum (in arabo فاطمة زهرة زعموم‎?; Bordj Menaïel, 19 gennaio 1967) è una regista cinematografica, sceneggiatrice e produttrice cinematografica algerina.

## Biografia
Fatma Zohra Zamoum nasce a Bordj Menaïel in Algeria nel 1967 da un'antica famiglia borghese. Dopo aver conseguito gli studi liceali e i primi studi universitari ad Algeri, raggiunge Parigi per studiare all'Università Pantheon-Sorbona. 

### Carriera
Nel 2011 ha realizzato il documentario Le docker noir, sul padre della cinematografia africana Ousmane Sembène.

## Filmografia parziale
- La pelote de laine - cortometraggio (2006)
- (Un)Lucky (2009)
- Z'Har (2009)
- Kedach ethabni (2011)
- Le docker noir, Sembene Ousmane - documentario (2011)
- Azib Zamoum, a Story About Land (2015)